# Gaiserwald
Gaiserwald − miejscowość i gmina we wschodniej Szwajcarii, w kantonie St. Gallen, w okręgu St. Gallen.

## Demografia
W Gaiserwaldzie mieszka 8 467 osób. W 2021 roku 15,1% populacji gminy stanowiły osoby urodzone poza Szwajcarią. 

## Transport
Przez teren gminy przebiega droga główna nr 445.